# Parlament paryski

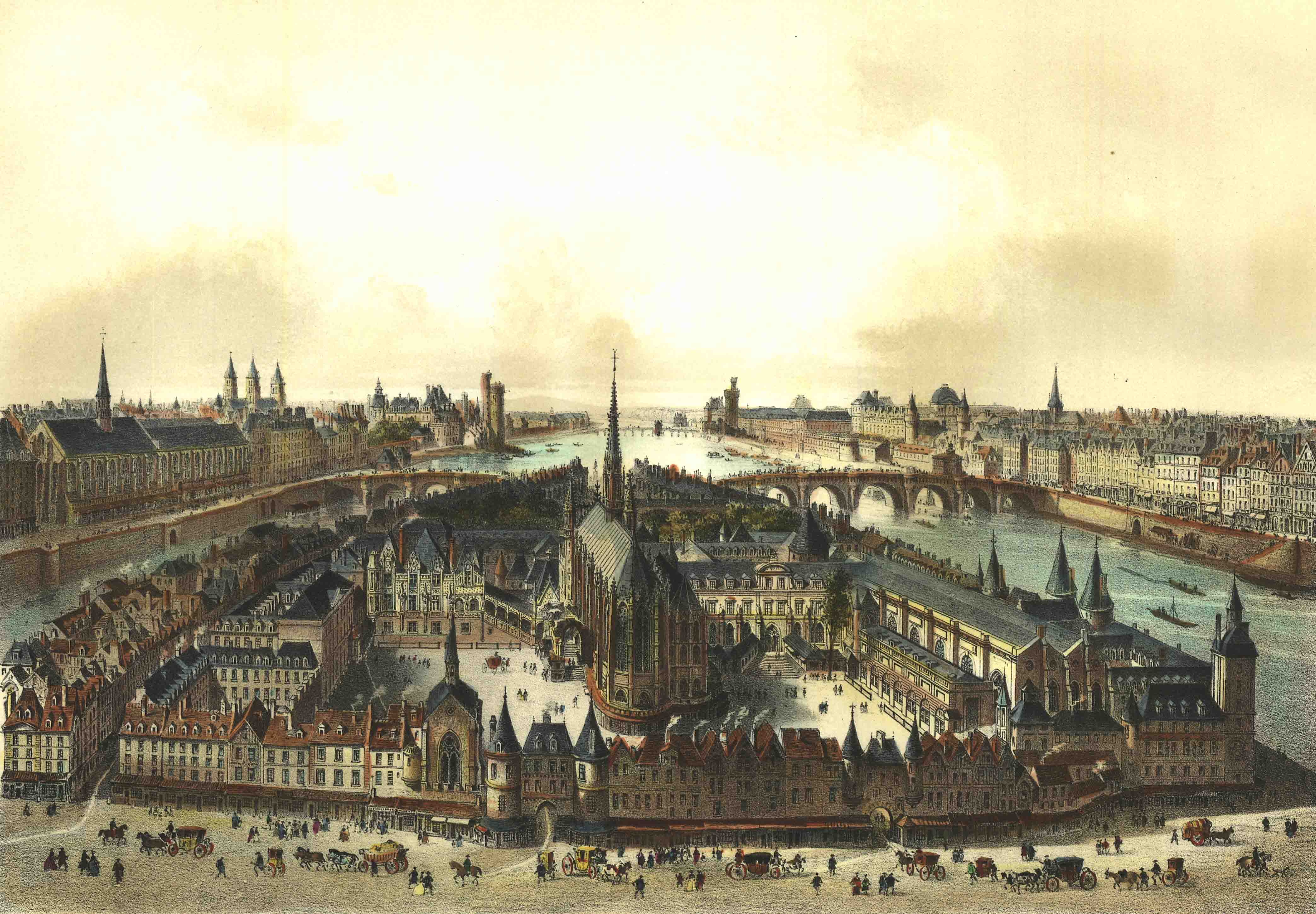
Pałac Sprawiedliwości na Île de la Cité. Siedziba parlamentu paryskiego. Kolorowana grawiura Israëla Silvestre’a z 1650

Parlament paryski (fr. Parlement de Paris) – centralny organ władzy sądowniczej w Królestwie Francji. Działał od XIII wieku do roku 1790. Był najstarszym i najważniejszym z francuskich przedrewolucyjnych parlamentów.
Paryski parlament nie był ciałem reprezentacyjnym (w przeciwieństwie do francuskich stanów regionalnych) i miał mały wpływ na rozwój francuskich ciał przedstawicielskich. Współczesny parlamentaryzm wywodzi się z doświadczeń parlamentu angielskiego, który był organem o innych funkcjach.

## Powstanie

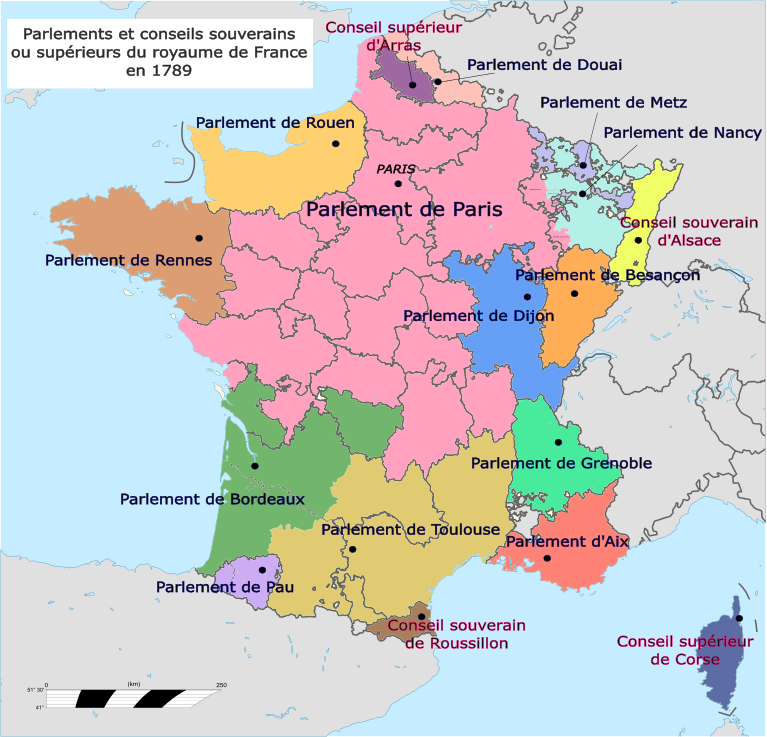
Parlamenty francuskie i zasięg ich jurysdykcji w 1789 roku. Obszar jurysdykcji parlamentu paryskiego zaznaczono na różowo

Członkowie parlamentu paryskiego twierdzili, że jest to instytucja tak stara jak sama Francja i jego źródła można znaleźć w zgromadzeniach Franków na Polach Elizejskich. Współcześni historycy nie podzielają tych opinii. Parlament paryski powstał w ramach francuskiego dworu królewskiego jako emanacja królewskiej władzy sądowniczej.
Do rządów Filipa Augusta obszar podlegający władzy króla Francji był ograniczony. Wraz z rozciągnięciem tej władzy na szersze terytorium, pojawiła się konieczność stworzenia nowych instytucji sądowniczych. Do połowy XIII w. dwór królewski i związane z nim funkcje władcze nie były wyraźnie zinstytucjonalizowane. Było to raczej grono osób podróżujących wraz z królem, wypełniających pewne zadania, w zależności od potrzeb czy życzeń władcy. Wśród tych stałych doradców króla (których określano łącznie jako hôtel dui loi) byli świeccy i duchowni znawcy prawa (iurisperti), pomagający mu rozstrzygać spory między wasalami. Z ok. 1239 pochodzi pierwsze znane użycie słowa parlement, oznaczającego dyskusję w kwestiach prawnych, między królem a członkami jego dworu.
W połowie XIII w. część dworu królewskiego zajmująca się kwestiami finansowymi i prawnymi przestała podróżować z władcą i na stałe osiadła w Paryżu. Wtedy dyskusje i spory prawne zaczęły toczyć się w stolicy i zaczęto mówić o parlamencie paryskim. Kolejni królowie, w oparciu o działania królewskich legistów, zaczęli wprowadzać zmiany w prawie, prowadzące stopniowo do stworzenia centralnego sądownictwa. W 1259/1260 Ludwik IX Święty zakazał apelacji przez pojedynek sądowy i wprowadził procedurę odwoławczą zaczerpniętą z prawa kanonicznego. W ten sposób paryski parlament stał się instancją odwoławczą rozstrzygającą spory pomiędzy królewskimi wasalami. Równocześnie postępował proces rozciągania jurysdykcji parlamentu na sprawy pierwszej instancji i na całe terytorium władzy królewskiej. Zakres jurysdykcji i procedury nie były jednolite, a sprawy odwoławcze zawsze stanowiły większość spraw procedowanych przez parlament. Był to efektywny sposób zwiększania i konsolidacji władzy królewskiej we Francji i spotykał się z miejscowym oporem baronów. W ten sposób, na terytoriach cechujących się dużą odrębnością (hrabstwo Flandrii, księstwo Akwitanii, Bretanii i Burgundii), powstały lokalne parlamenty, o własnych kompetencjach, wzorowane na parlamencie paryskim.

## Instytucjonalizacja

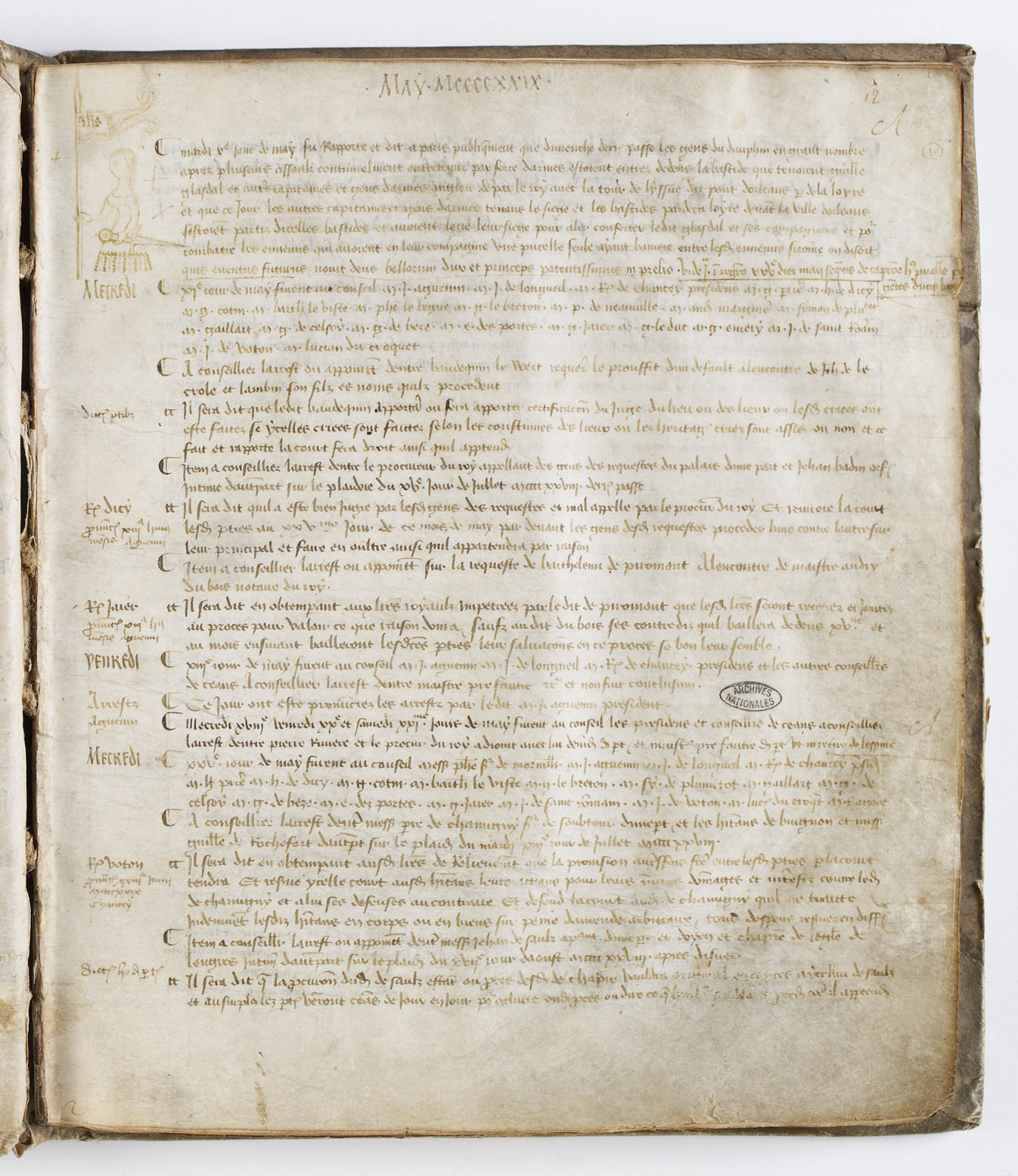
Rejestr parlamentu paryskiego z 1430 r.

Od połowy XIII w. następowała instytucjonalizacja prac parlamentu. Od 1254 zaczęto rejestrować procedowane sprawy. Najwcześniejszą formą tych rejestrów (z lat 1254–1318) były tzw. Olimy (nazwa pochodzi od pierwszego wyrazu pierwszego z wyroków). Zawierały one podsumowanie wybranych spraw. W tym okresie posiedzenia parlamentu stały się regularne (początkowo 3 razy do roku). Siedzibą parlamentu był dawny pałac królewski na Île de la Cité. Z 1278 pochodzą pierwsze zachowane regulacje procedury przed parlamentem, wydane przez Filipa Śmiałego
Coraz większą rolę grali w parlamencie profesjonalni prawnicy, a król, jego doradcy i baronowie pełnili rolę sędziów jedynie okazjonalnie. W 1296 w Grand’Chambre parlamentu zasiadało 47 sędziów, z czego 41 było prawnikami. Profesjonalizacja obsady parlamentu pociągnęła za sobą konieczność reprezentacji interesów korony. Ludzie ci nazywani byli gens du roi i pełnili funkcje podobne do prokuratorskich. W 1750 w parlamencie paryskim było ponad 200 parlamentarzystów, a w parlamentach regionalnych od 60 do 100 członków. Parlament paryski, w przeciwieństwie do parlamentów prowincjonalnych, mógł funkcjonować także jako sąd parów i w sprawach wielkiej wagi zasiadali w nim, obok stałych sędziów, król oraz parowie królestwa. Sytuacja, w której król osobiście zasiadał w parlamencie, sprawując w nim władzę bezpośrednio, określana była jako „łoże sprawiedliwości” (lit de justice).
W nowożytnej Francji stanowisko parlamentarzysty stało się dziedziczne, i wiązało się z przyznaniem szlachectwa (Noblesse de robe). Nierzadko stanowisko parlamentarzysty obejmowali kilkunastoletni młodzieńcy, bez dostatecznego doświadczenia i wykształcenia.

## Struktura

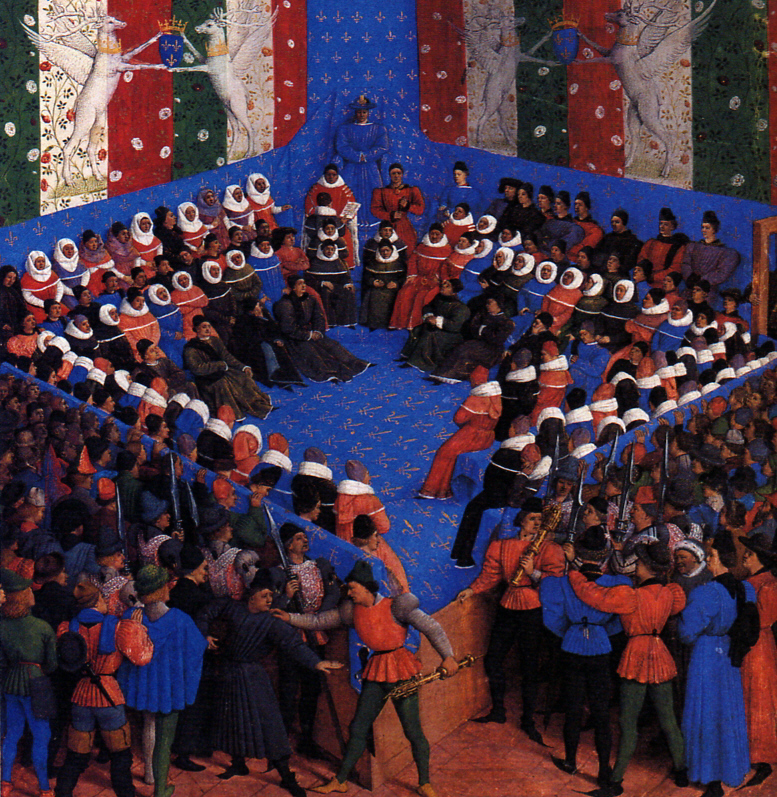
Łoże sprawiedliwości (lit de justice) króla Karola VII w parlamencie paryskim, 1450 r.; iluminacja Jeana Fouqueta

Parlament podzielony był zasadniczo na trzy izby:
- Grand’Chambre – izba główna, wydająca orzeczenie końcowe. Była to najstarsza z izb, z której wykształciły się dwie pozostałe.
- Chambre des Requêtes – zajmowała się rozpatrywaniem wniosków o dopuszczenie sprawy do parlamentu oraz przygotowywaniem dokumentacji procesowej
- Chambre des Enquêtes – analizowała materiał dowodowy i przekazywała go do izby głównej.

Z czasem, jego struktura się komplikowała, np. Izba Gorejąca zajmowała się kwestiami herezji.

## Pozasądowe funkcje parlamentu
Podział władzy we Francji Ancient Regime'u nie był systematycznie przeprowadzony. Parlament był jako organ emanacją władzy króla i oprócz funkcji sądowej zajmował się, w zależności od potrzeb, także innymi kwestiami. Należały do nich m.in.
- funkcje prawodawcze – od XVI w. parlament rejestrował ustawy. Przed rejestracją dokonywał ich przeglądu czy nie zawierają błędów i nie są sprzeczne z obowiązującym prawem (prawo remonstrancji). Mógł zaproponować zmiany, a następnie wpisywał do rejestru. Dopiero wtedy prawo obowiązywało. Parlament mógł też proponować królowi zmiany w prawie[13]. W czasach nowożytnych te kompetencje stały się przedmiotem sporu z królem[7][14];
- funkcje policyjne – utrzymywanie porządku[13][8];
- egzekucja wyroków;
- administracja miejska, przede wszystkim w Paryżu, obejmująca ustalanie cen, miar i wag, nadzór nad targowiskami[13];
- okazjonalnie bezpośredni zarząd miejski, np. w 1499, gdy do Sekwany zawalił się zabudowany domami most, parlament uwięził burmistrza Paryża i przejął na pewien czas jego obowiązki[8];
- nadzór nad uniwersytetami (szczególnie: Uniwersytetem Paryskim i w Orleanie)[8];
- kontrola nad inkwizycją.

Parlament paryski, jako główny organ centralnej władzy królewskiej, a także jej symbol miał duże znaczenie jednoczące we Francji. Możliwość składania apelacji od wyroków parlamentów regionalnych do parlamentu paryskiego oznaczała, że dana prowincja należy do Korony Francuskiej. Charles Loyseau stwierdził, że to dzięki parlamentowi Francja uniknęła rozczłonkowania podobnego do Niemiec czy Włoch. Oprócz wymiaru symbolicznego, funkcje integracyjne spełniało też orzecznictwo parlamentu, które np. w epoce wojny stuletniej umacniało odrębność tożsamości Francuzów względem Anglików, np. poprzez zakaz małżeństw pomiędzy tymi nacjami.
Od 1332 datuje się początek stopniowego uzależniania od parlamentu francuskiej inkwizycji. W drugiej połowie XV wieku parlament paryski był już sądem nadrzędnym w stosunku do inkwizycji i mógł ingerować w jej działalność, także jako sąd drugiej instancji. Współpraca parlamentu paryskiego z wydziałem teologicznym Sorbony zapewniała mu kompetentne kadry do prowadzenia spraw o herezję. W 1525 za zgodą papieża Klemensa VII utworzona została specjalna komisja do zwalczania herezji w ramach parlamentu paryskiego. W 1539 król Franciszek I formalnie przekazał sprawy o herezję do kompetencji parlamentów, marginalizując inkwizytorów, którzy, choć wciąż zachowywali pewną autonomię (zwłaszcza w procesach przeciwko duchownym), faktycznie stali się zaledwie teologicznymi doradcami sądów parlamentarnych
.

## Parlamenty regionalne
Od XV w. w niektórych regionach Korony Francuskiej zaczęły powstawać lokalne parlamenty, które pełniły funkcje parlamentu paryskiego na danym obszarze. Pod koniec XVIII było ich ok. 13. Parlament paryski pozostał najważniejszym z nich i był brany za wzór. Dążył też do rozszerzenia swojej właściwości terytorialnej na cały kraj. W XVII w. obejmował swoją jurysdykcją połowę Francji.
W wyniku tych odrębności prawo francuskie nie stanowiło jednolitego systemu, a w poszczególnych regionach obowiązywały inne prawa. W niektórych przewagę stanowiło prawo zwyczajowe, a w innych nastąpiła recepcja prawa rzymskiego. Orzecznictwo poszczególnych parlamentów pogłębiało te różnice.

## Czasy nowożytne

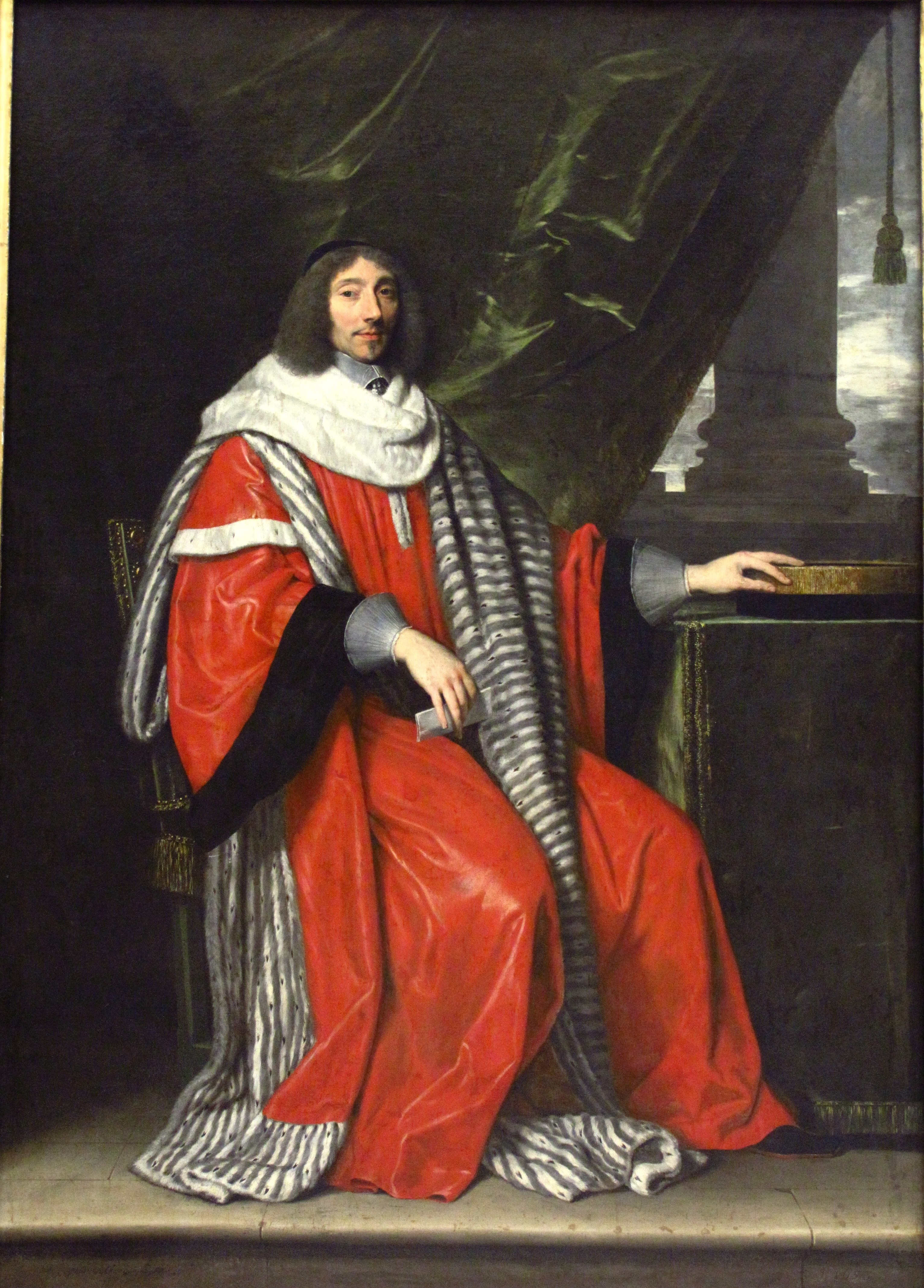
Jean-Antoine de Mesmes, prezydent parlamentu paryskiego w parlamentarnej todze. (Philippe de Champaigne, olej na płótnie, 1653).

W czasach nowożytnych parlament paryski, podobnie jak parlamenty regionalne, stał się ośrodkiem opozycji wobec króla i kontroli nad jego samowolą. Było to częścią procesu rozgraniczenia władzy sądowniczej, wykonawczej oraz prawodawczej. Począwszy od Ludwika XIII monarchowie francuscy starali się zawęzić kompetencje parlamentów wyłącznie do osądzania spraw zgodnie z obowiązującym prawem, i podważając jego władzę w zakresie stanowienia i stosowania prawa, czy funkcje ustrojowe.
Szczególnie ostry spór rozgorzał o prawo remonstrancji (kontroli wprowadzanych ustaw), pozwalające parlamentowi opóźniać proces prawodawczy. Królewski edykt z Saint-Germain-en-Laye (1641) odebrał parlamentom to prawo, co rozbudziło ich opór i uczyniło je instytucjami opierającymi się umacnianiu absolutyzmu. Parlament paryski stał na czele frondy, będącej buntem przeciwko zwiększaniu prerogatyw królewskich.
Spór rozgorzał wkrótce na nowo i prawo remonstrancji zostało przywrócone. Ludwik XIV ustanowił, że prawo do remonstrancji przysługuje parlamentom dopiero po zarejestrowaniu ustaw (a więc dotyczyć musi już obowiązujacego prawa). Po jego śmierci jednak przywrócono parlamentom ich kompetencje w tym zakresie.
Parlament był licznym ciałem kolegialnym i w jego obrębie powstawały spory i dyskusje stronnictw. Na początku XVIII w. w parlamencie francuskim rozgorzał spór wokół rejestracji bulli papieskiej Unigenitus (1713), która miała Ludwikowi XIV służyć za pretekst do zdecydowanej rozprawy z jansenizmem. To na forum paryskiego parlamentu toczony był związany z nią religijno-polityczny spór, którego stawką było zakwestionowanie tradycyjnych wolności kościoła francuskiego. Ustawy nie zarejestrowano aż do śmierci króla w 1715, dzięki czemu skazani na więzienie czy wygnanie janseniści odzyskali wolność.
Członkowie parlamentu uznawali się za strażników ustroju Francji i przedstawicieli ludu francuskiego, w wyższym stopniu niż Stany generalne. Zgodnie z teorią pierwotnej konstytucji Franko-Galii zaprezentowanej przez François Hotmana, parlamenty miały starożytne korzenie i były kontynuacją zgromadzeń Franków. Stąd też ich przedstawicielska rola ustrojowa. Ta koncepcja, już w epoce nowożytnej spotkała się z licznymi krytykami.
Sędziowie zasiadający w parlamentach, choć sami stali się częścią szlacheckiej elity (jako Noblesse de robe), nosili też miano „ojców kraju” (pères de la patrie) i byli postrzegani jako reprezentujący szersze niż korona interesy. Parlamenty były postrzegane jako istotny składnik ustroju. Dla Monteskiusza (a za nim, dla innych autorów oświeceniowych) parlament był naczelnym ciałem pośredniczącym (pomiędzy królem a ludem), dzięki którym Francja była monarchią, a nie despotią we wschodnim stylu. Zgodnie z popularnym aforyzmem hrabiego de Maurepas bez parlamentu nie ma monarchii (pas de Parlement, pas de monarchie’).

## Koniec działalności

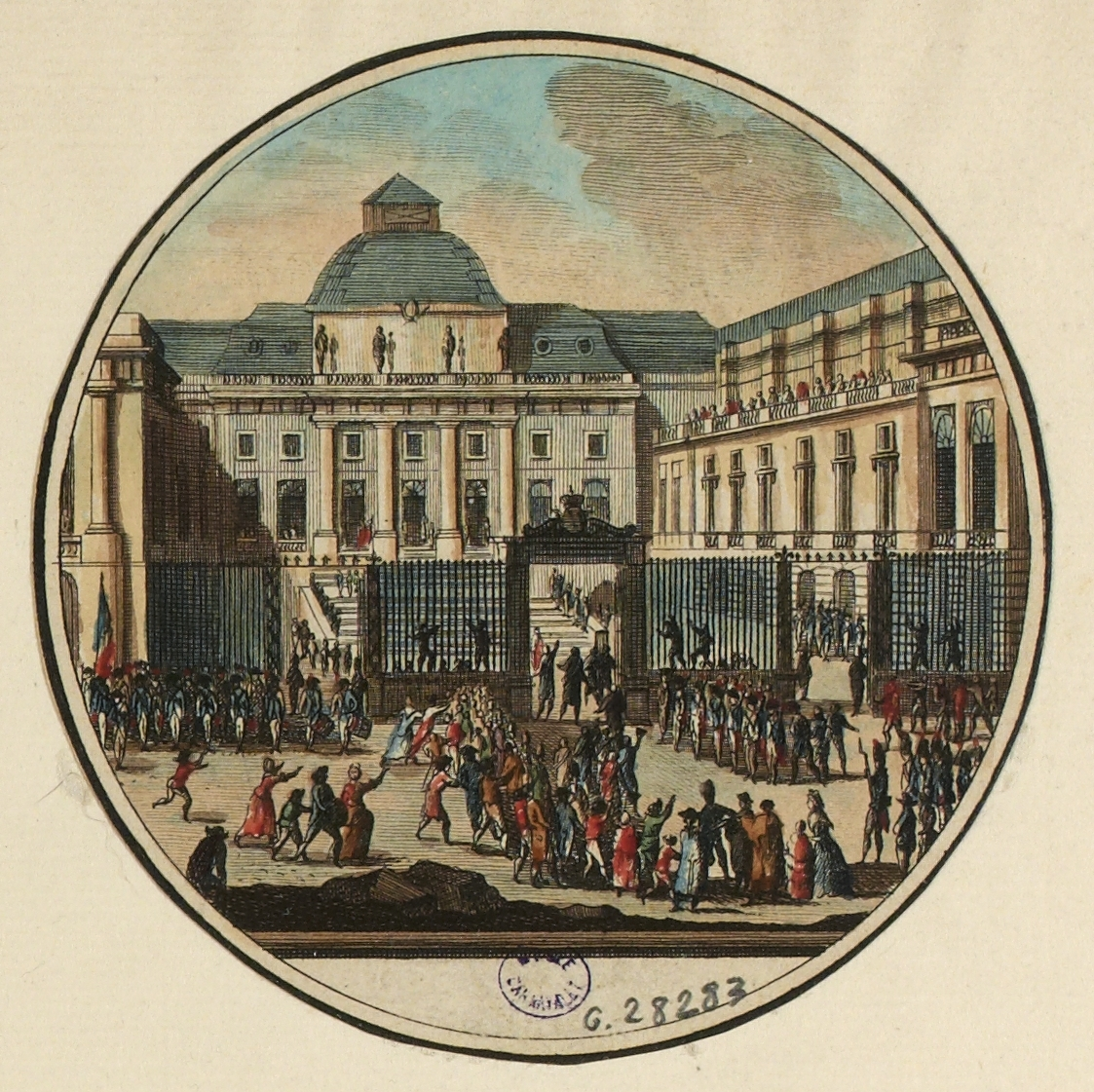
Zamknięcie parlamentu paryskiego podczas rewolucji francuskiej.

Parlament paryski, będący jednym z filarów monarchii francuskiej, zakończył swoją działalność w 1790 roku na skutek reform rewolucyjnych, które zniosły także inne instytucje feudalne. Jego autorytet został nadszarpnięty już w XVIII w., kiedy (podobnie jak i parlamenty regionalne) przestał być postrzegany jako instytucja reprezentująca lud (jak to było w okresie frondy). Przyczyniło się do tego postępujące uszlachcenie członków parlamentu wraz z rodzinami
Do pogorszenia jego obrazu przyczyniła się także jego rosnąca nieefektywność w obliczu znacznego zwiększenia się populacji Francji w XVIII w. Parlamentów było niewiele, co wiązało się z koniecznością uciążliwej podróży. Procedura sądowa przed nimi była droga i podatna na oskarżenia o korupcję.
Sprawą, którą odbiła się szerokim negatywnym echem i zaciążyła na obrazie wszystkich parlamentów było skazanie na śmierć w mękach Jeana Calasa przez parlament w Tuluzie. Calas, kalwinista, został oskarżony o zamordowanie własnego syna, chcącego jakoby przejść na katolicyzm. Pomimo dowodów wskazujących, że syn popełnił samobójstwo, parlament tuluski skazał go na śmierć poprzez łamanie kołem. Sprawę tę komentowano szeroko jako przykłąd okrucieństwa instytucji Ancient Regimu. Voltaire opisał ją jako sztandarowy przykład fanatyzmu religijnego i nietolerancji, których ostoją stały się parlamenty.